# Hans Hendrik
Hans Hendrik (1834 – 11 de agosto de 1889) también conocido como Hans Christian, siendo su nombre nativo Suersaq, fue un inuk que participó en varias expediciones de exploración del Ártico e intérprete originario de Groenlandia. 
Hendrik fue contratado por el explorador estadounidense Elisha Kent Kane para la segunda expedición Grinnell (1853-55) de búsqueda de la expedición perdida de Franklin. Demostró su valía durante el invierno de 1854, al participar en la búsqueda de cuatro de los hombres de la expedición que yacían congelados y sin posibilidad de moverse en algún lugar al noroeste del barco, que había quedado atrapado por el hielo en la bahía de Rensselaer. Hendrik encuentra las huellas de su trineo pudiendo así localizar al grupo de hombres. Él también ayudó en los contactos con los inuit, y fueron muy importantes las piezas de caza que aportó, siendo de destacar la búsqueda y seguimiento que hizo en febrero de 1855 de un caribú herido cuando los hombres ya estaban padeciendo los síntomas del hambre y del escorbuto. Gracias a su habilidad, capacidad y esfuerzo, pudo completarse con éxito el viaje que se realizó en trineo al cabo Constitution. En pago de su trabajo recibió dos barriles de harina y cincuenta y dos libras de carne de cerdo en sal.
Después de la Expedición Grinnell, Hendrik regresó a Qeqertarsuatsiaat, en el oeste de Groenlandia, donde se casó.
Más tarde, Hendrik trabajó con varias expediciones árticas norteamericanas y británicas, entre ellas las de Charles Francis Hall, Isaac Israel Hayes y George Strong Nares, desde 1860 a 1876. 
Fue el primer inuk en publicar un libro narrando sus exploraciones árticas. En su honor, dos islas groenlandesas llevan su nombre: la pequeña isla Hans, en el canal de Kennedy y la isla Hendrik, en el mar de Lincoln.

## Obra
Memoirs of Hans Hendrik, the Arctic traveller, serving under Kane, Hayes, Hall and Nares, 1853–1876, by himself — traducido al inglés por Henry Rink, Trübner & Co, London, 1878.